# Фріц Арндт
Фріц Арндт (нім. Fritz Arndt; 1 червня 1910, Цеденік — 12 березня 2003, Цеденік) — німецький військовик, оберфельдфебель резерву вермахту. Кавалер Лицарського хреста Залізного хреста з дубовим листям.

## Біографія
З 1942 року служив у 32-му танковому саперному батальйоні. Учасник Німецько-радянської війни.

## Нагороди
- Залізний хрест
  - 2-го класу (1 грудня 1941)
  - 1-го класу (10 березня 1943)
- Нагрудний знак «За участь у загальних штурмових атаках»
- Медаль «За зимову кампанію на Сході 1941/42» (28 серпня 1942)
- Лицарський хрест Залізного хреста з дубовим листям
  - лицарський хрест (31 березня 1943) — як оберєфрейтор і кулеметник штабної роти 32-го танково-саперного батальйону 12-ї танкової дивізії.
  - дубове листя (№678; 9 грудня 1944) — як фельдфебель резерву і командир взводу 1-ї роти свого батальйону.
- Нагрудний знак «За поранення»
  - в чорному
  - в сріблі (25 липня 1944)